# Saint-Julien-sur-Garonne
Saint-Julien-sur-Garonne là một xã ở tỉnh Haute-Garonne vùng Occitanie tây nam nước Pháp. Xã Saint-Julien-sur-Garonne nằm ở khu vực có độ cao trung bình 223 mét trên mực nước biển. Trước năm 2005, tên gọi là Saint-Julien.